# Dưa lưới

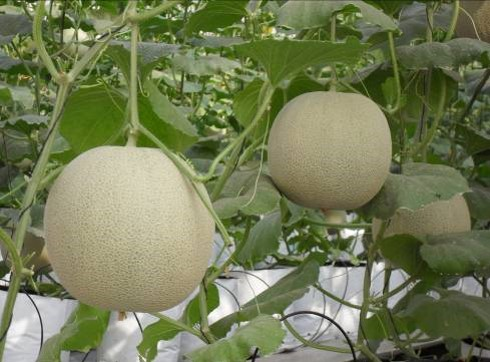
Dưa lưới

Dưa lưới (Cucumis melo var. reticulatus) thuộc họ Bầu bí (Cucurbitaceae) là rau ăn quả có thời gian sinh trưởng ngắn, trồng được nhiều vụ trong năm với năng suất khá cao. Dưa lưới có quả hình ôval, da quả màu xanh, khi chín thương phẩm ngả xanh màu vàng và có các đường gân trắng đan xen như lưới nên có tên gọi là vân lưới. Thịt của quả dưa vân lưới thường có màu vàng da cam nghiêng vàng đỏ. Có nhiều giống khác nhau cũng như nhiều loại kích cỡ khác nhau.

## Tổng quan
Quả dưa lưới có trọng lượng trung bình từ 1.5 kg đến 3.5 kg. Dưa lưới có nguồn  từ châu Phi và Ấn Độ. Người Ai Cập là người đầu tiên trồng giống cây này, ban đầu dưa lưới nhỏ và ít ngọt hơn, sau thời gian nó không ngừng phát triển cho đến nay trở thành loại trái to và ngọt. Dưa lưới sinh trưởng khỏe, khả năng phân nhánh nhiều và thích nghi tốt với những điều kiện nhiệt đới như ở Việt Nam. Thời gian từ khi gieo hạt cho đến khi thu hoạch tùy theo giống dưa.

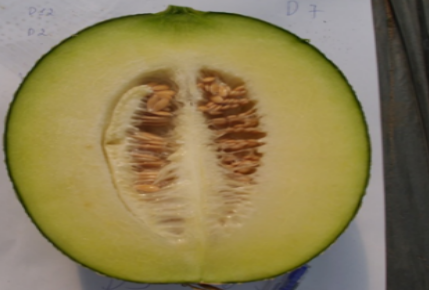
Dưa lưới Thúy Phượng

Dưa lưới hiện nay đang được trồng phổ biến rộng rãi tại nhiều nước trên thế giới như Nhật Bản, Hàn Quốc,... Ở Việt Nam, dưa lưới mới được trồng một số năm gần đây tại các khu có áp dụng công nghệ cao như thành phố hồ chí minh, Bình Dương tuy nhiên chất lượng đặc biệt là độ ngọt vẫn chưa đáp ứng được nhu cầu của người dùng.

## Giá trị dinh dưỡng
Dưa lưới cung cấp rất nhiều tiền vitamin A (β-carotene), vitamin C, các loại dinh dưỡng như vitamin E và axit folic là những chất chống oxy hóa quan trọng trong quá trình biến dưỡng dinh dưỡng của con người.
- Phòng chống bệnh ung thư và tăng cường hoạt động miễn dịch[8].
- Chứa nhiều chất xơ nên có tác dụng nhuận trường, chống táo bón.[9]
- Là nguồn phong phú beta-carotene, acid folic, kali và vitamin C, vitamin A.
- Nước ép dưa lưới cũng có thể giúp cải thiện được tình trạng khó thở, giảm được sự mệt mỏi, chữa được chứng mất ngủ.
- Do chứa hàm lượng acid folic cao, rất có lợi cho phụ nữ mang thai, giúp cho bào thai khỏe mạnh.

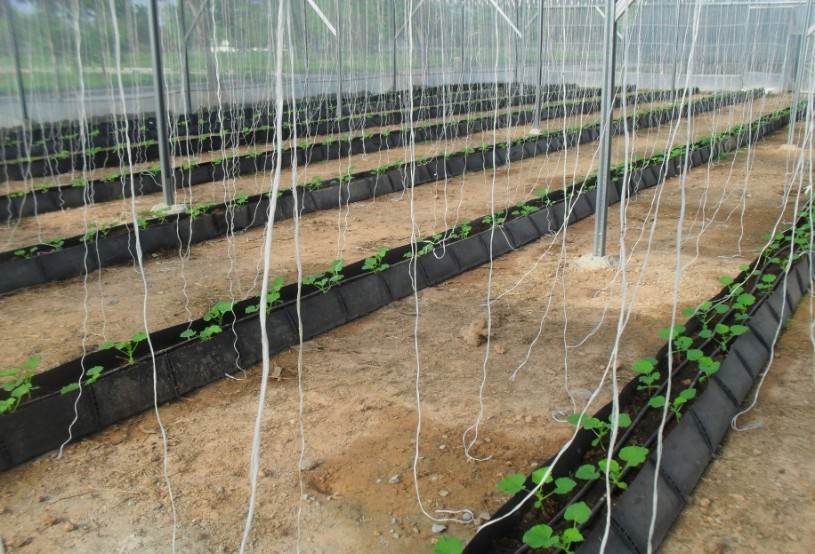
Dưa lưới trong nhà màng

- Giúp ngăn ngừa chứng loãng xương[10].
- Giúp hạ huyết áp.
- Ngăn chặn chứng chuột rút ở chân.